# Bradley C. Livezey
Bradley Curtis Livezey (Salem, 15 de junho de 1954 - 8 de fevereiro de 2011) foi um ornitólogo norte-americano com inúmeras publicações. Suas principais pesquisas incluíram a evolução das aves que não voam, a sistemática das aves e a ecologia e comportamento dos patos.

## Obras selecionadas
- 1992: Taxonomy and identification of steamer-ducks (Anatidae : Tachyeres). Museum of Natural History, University of Kansas
- 2003: Evolution of Flightlessness in Rails (Gruiformes: Rallidae): Phylogenetic, Ecomorphological, and Ontogenetic Perspectives. Ornithological Monographs No. 53: 1–654.
- 1986a. A phylogenetic analysis of Recent anseriform genera using morphological characters. Auk 103: 737–754.
- 1986b. Flightlessness in steamer-ducks (Anatidae: Tachyeres): its morphological bases and probable evolution (with PH Humphrey). Evolution 40: 540–558.
- 1988a. Morphometrics of flightlessness in the Alcidae. Auk 105: 681–698.
- 1988b. The systematic position of the Miocene anatid Anas[?] blanchardi Milne-Edwards (with LD Martin). Journal of Vertebrate Paleontology 8: 196–211.
- 1989a. Morphometric patterns in Recent and fossil penguins (Aves,  Sphenisciformes). Journal of Zoology (London) 219: 269–307.
- 1989b. Flightlessness in grebes (Aves, Podicipedidae): its independent evolution in three genera. Evolution 43: 29–54.
- 1989c. Phylogenetic relationships and incipient flightlessness of the extinct Auckland Islands merganser. Wilson Bulletin 101: 410–435.
- 1990. Evolutionary morphology of flightlessness in the Auckland Islands Teal. Condor 92: 639–673.
- 1991. A phylogenetic analysis and classification of Recent dabbling ducks (Tribe Anatini) based on comparative morphology. Auk 108: 471–508.
- 1992a. Morphological corollaries and ecological implications of flightlessness in the kakapo (Psittaciformes: Strigops habroptilus). Journal of Morphology 213: 105–145.
- 1992b. Flightlessness in the Galápagos cormorant (Compsohalieus [Nannopterum] harrisi): heterochrony, giantism, and specialization. Zoological Journal of the Linnean Society 105: 155–224.
- 1993. An ecomorphological review of the dodo (Raphus cucullatus) and solitaire (Pezophaps solitaria), flightless Columbiformes of the Mascarene Islands. Journal of Zoology (London) 230: 247–292.
- 1994. The carpometacarpus of Aptornis [sic]. Notornis 41: 51–60.
- 1995a. Heterochrony and the evolution of avian flightlessness. In: McNamara KJ, ed. Evolutionary change and heterochrony. Chichester, UK: J. Wiley, 169–193.
- 1995b. A phylogenetic analysis of the whistling and white-backed ducks (Anatidae: Dendrocygninae) using morphological characters. Annals of Carnegie Museum 64:65–97.
- 1995c. Phylogeny and evolutionary ecology of modern seaducks (Anatidae: Mergini). Condor 97: 233–255.
- 1995d. Phylogeny and comparative ecology of stiff-tailed Ducks (Anatidae: Oxyurini). Wilson Bulletin 107:214–234.
- 1996a. A phylogenetic analysis of the geese and swans (Anseriformes: Anserinae), including selected fossil species. Systematic Biology 45: 415–450.
- 1996b. A phylogenetic reassessment of the tadornine-anatine divergence (Aves: Anseriformes, Anatidae). Annals of Carnegie Museum 65: 27–88.
- 1996c. A phylogenetic analysis of modern pochards (Anatidae: Aythyini). Auk 113: 74–93.